# 阿卜杜勒拉赫曼·马萨特法
阿卜杜勒拉赫曼·马萨特法（阿拉伯语：‎，1996年5月26日—），约旦男子空手道运动员，2014年亚洲运动会男子60公斤级银牌得主、2018年亚洲运动会男子67公斤级铜牌得主、2020年夏季奥运会男子67公斤级铜牌得主、2022年亚洲运动会男子67公斤级银牌得主。